# 筧信太郎
筧 信太郎（かけひ しんたろう、1968年7月7日 - ）は、日本の政治家。茨城県稲敷市長（2期）。元稲敷市議会議員（1期）。
父親は江戸崎町長を5期務めた筧信。

## 来歴
茨城県稲敷郡江戸崎町高田（現・稲敷市高田）生まれ。江戸崎町立江戸崎小学校、江戸崎町立江戸崎中学校、土浦日本大学高等学校、日本大学生産工学部土木工学科卒業。
大学卒業後、複数の建設会社に勤務。衆議院議員の葉梨康弘の秘書を経て、2014年（平成26年）12月14日に行われた稲敷市議会議員選挙に立候補し初当選。
2018年（平成30年）10月14日、稲敷市長の田口久克が任期途中で病死。田口の死去に伴って同年11月25日に行われた市長選挙に立候補し、稲敷市議会議員の根本光治を破り、初当選を果たした。
※当日有権者数：35,355人 最終投票率：56.82%（前回比：－0.22pts）
| 候補者名 | 年齢 | 所属党派 | 新旧別 | 得票数   | 得票率 | 推薦・支持 |
| -------- | ---- | -------- | ------ | -------- | ------ | ---------- |
| 筧信太郎 | 50   | 無所属   | 新     | 10,218票 | 52.06% |            |
| 根本光治 | 51   | 無所属   | 新     | 9,411票  | 47.94% |            |

2022年（令和4年）11月に行われた稲敷市長選挙では無投票で再選。

## 市政
- 2020年（令和2年）5月22日、新型コロナウイルス対策の財源に充てるため、自身の6月期末手当を20％減額すると発表した。副市長と教育長については10％減額する[6]。